# Boulaya mittenii
Boulaya mittenii är en bladmossart som beskrevs av Jules Cardot 1912. Boulaya mittenii ingår i släktet Boulaya och familjen Thuidiaceae. Inga underarter finns listade i Catalogue of Life.